# FLY〜愛の続きはボンジュール!〜
「FLY〜愛の続きはボンジュール!〜」（フライ～あいのつづきはボンジュール!～）は2005年10月19日に発売された斉藤和義28作目のシングル。

## 解説
「約束の十二月/誰かの冬の歌」から1年振りのシングル。初回限定盤と通常盤の2形態で発売されることになった。
初回限定盤はenhanced CD仕様で「FLY～愛の続きはボンジュール!～（VIDEO CLIP）「FIRE DOG」（LIVE from RSR RISING SUN ROCK FESTIVAL IN EZO）」2曲の映像が特典として含まれている。

## 収録曲
初回限定盤・通常盤共通
全曲　作詞・作曲・編曲：斉藤和義
1. FLY〜愛の続きはボンジュール!〜（4:37）
2. ため息の理由（4:00）
3. 青春ラジオ RCC（RCCラジオ・ジングル フルバージョン）（2:38）